# Лео и Тиг
Лео и Тиг (назив Лео и бурундуки, енгл. Leo & Tig) руски је цртани филм.